# Bart Layton
Bartholomew Nicholas Layton (nascut el 1975) és un documentalista anglès. És l'escriptor i director de les pel·lícules The Imposter i American Animals.

## Primers anys i educació
Els seus dos pares eren artistes, un escultor i l'altre pintor i director de teatre. Al principi de la seva vida, es va plantejar entrar al cinema o ser pintor.

## Carrera
Va debutar com a director el 2012 amb la història de crim real The Imposter. Es tracta de Frédéric Bourdin, un francès que afirmava ser un adolescent desaparegut de Texas. Layton va guanyar un BAFTA com a Debut excepcional d'un escriptor, director o productor britànic per la pel·lícula als 66ns Premis BAFTA de 2013.
Ambdós va escriure i dirigir American Animals. Representa un robatori de llibres de 2004, amb versions de ficció i entrevistes amb persones reals. Entre els entrevistats hi ha els delinqüents originals darrere del robatori. Inicialment havia descobert la història en una revista. La pel·lícula va ser distribuïda per MoviePass.
El maig de 2018, va signar amb la Creative Artists Agency.
Des del 2018, Layton és el director creatiu de RAW, una productora britànica.

## Filmografia
- Banged Up Abroad
- The Imposter (2012)
- American Animals (2018), premi Orbita Fantastic al LI Festival Internacional de Cinema Fantàstic de Catalunya[13]
- Crime 101 (2025)